# Así fue
«Así fue» es una canción escrita y producida por el cantautor mexicano Juan Gabriel e interpretada por la cantante española Isabel Pantoja. Fue lanzada en 1988 como el segundo sencillo de su álbum de estudio Desde Andalucía. La canción aborda la experiencia de la cantante al enfrentar a su examante después de tener un nuevo prometido. Alcanzó el número dos en la lista Billboard Hot Latin Songs en los Estados Unidos y fue el quinto sencillo latino con mejor desempeño de 1989 en el país. Nueve años después, Juan Gabriel interpretó una versión en vivo de la canción en el Palacio de Bellas Artes, que fue grabada y lanzada en el álbum en vivo Celebrando 25 Años de Juan Gabriel: En Concierto en el Palacio de Bellas Artes (1998).
La versión de Juan Gabriel fue lanzada como sencillo del disco y alcanzó el número tres en el Hot Latin Songs. Fue el sencillo latino con mejor interpretación de 1998 en los Estados Unidos y ganó el premio latino de la Sociedad Estadounidense de Compositores, Autores y Editores (ASCAP) a la «Súper Canción del Año» en 1999. El tema fue bien recibido por los críticos musicales, quienes lo calificaron como una de las mejores composiciones de Juan Gabriel. «Así fue» ha sido grabada por otros artistas, entre ellos Toño Rosario, Playa Limbo y Jenni Rivera. Las versiones de Rosario y Playa Limbo llevaron a Juan Gabriel a ganar un Premio Latino ASCAP por sus interpretaciones, mientras que Playa Limbo recibió una nominación a «Canción Pop del Año» en la 22.ª entrega anual de los Premios Lo Nuestro en 2010.

## Antecedentes y lanzamiento

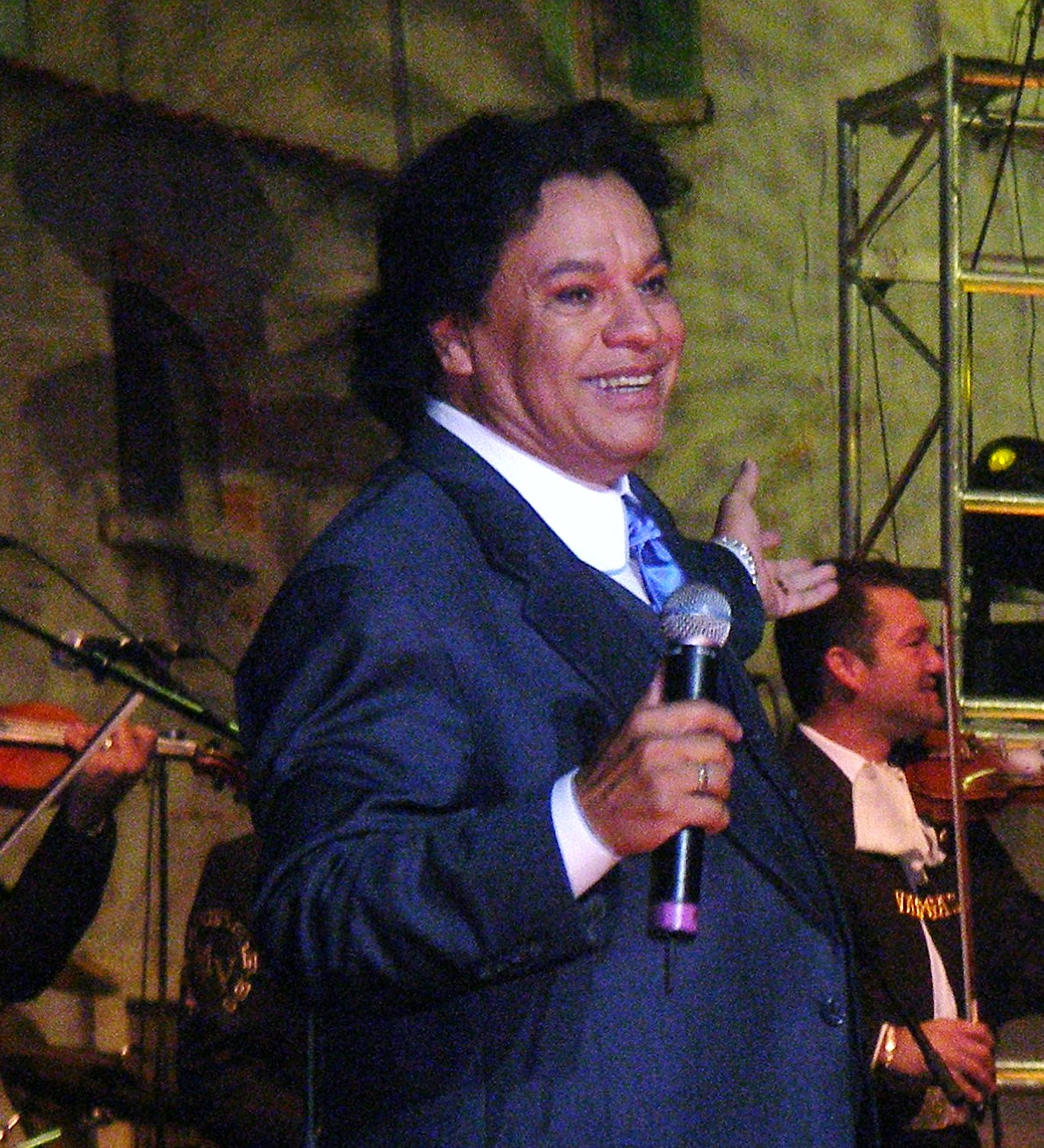
«Así Fue» fue compuesta por el cantautor mexicano Juan Gabriel quien produjo el disco de Pantoja Desde Andalucía. Posteriormente interpretaría una versión en vivo de la canción en 1997.

En 1985, Isabel Pantoja lanzó Marinero de Luces, disco producido por José Luis Perales quien también escribió todas las canciones del disco. Este fue su primer disco en tres años tras la muerte de su marido, el torero español Paquirri, en la Plaza de toros de Pozoblanco. El disco fue un éxito en España y la devolvió a los primeros lugares. Dos años después, Pantoja lanzó «Tú Serás Mi Navidad», una canción compuesta por el cantautor Juan Gabriel. En palabras del cantautor, Pantoja lo buscó en Ciudad Juárez donde el dúo grabó la canción. Juan Gabriel también mencionó que se encontraba componiendo y produciendo su próximo álbum de estudio el cual llevaría por título Desde Andalucía. El disco fue lanzado en 1988 y alcanzó la cima de la lista Billboard Latin Pop Albums en los Estados Unidos. A diferencia de sus discos anteriores, que interpretó bajo el género copla, Desde Andalucía presenta elementos de la balada romántica y música latina.
«Así fue» fue lanzado como segundo sencillo del álbum en 1988 y alcanzó el puesto número dos en el Billboard Hot Latin Songs en los EE. UU. en la semana del 18 de febrero de 1989. Ocupó ese lugar durante once semanas no consecutivas. La canción trata sobre la cantante diciéndole a su examante que ya no siente nada por él y que está feliz con su nuevo prometido. La pista terminó 1989 como el quinto sencillo latino con mejor desempeño del año en el país.  Un video musical de la canción fue filmado en un local donde Pantoja recibe rosas y una carta de su ex amante. Luego interpreta la canción en el lugar al que asiste su exnovio.  En 2013, Pantoja interpretó la canción en vivo en el Palacio de Bellas Artes de la Ciudad de México durante el concierto de Juan Gabriel donde celebraba su 40 aniversario de carrera musical.  La presentación de Juan Gabriel fue lanzada posteriormente en el álbum en vivo Mis 40 en Bellas Artes (2014). 

## Versión de Juan Gabriel
La interpretación del tema por parte de Juan Gabriel durante su presentación en el Palacio de Bellas Artes fue lanzada como video musical.  Griselda Flores de la revista Billboard nombró a «Así fue» como una de sus actuaciones más memorables luego de su muerte en 2016, mientras que un editor de TVyNovelas la ubicó en el puesto número cinco como su mejor canción.   Fue reconocida como «Súper Canción del Año» y «Canción Pop/Balada del Año» en los Premios Latinos de la Sociedad Estadounidense de Compositores, Autores y Editores (ASCAP) de 1999.  En 2015, Juan Gabriel y Pantoja grabaron juntos el tema en su disco a dúo Los Dúo. 
El 22 de agosto de 1997, Juan Gabriel ofreció un concierto en el Palacio de Bellas Artes para conmemorar el 25 aniversario de su carrera musical. Durante el espectáculo, Juan Gabriel interpretó en vivo «Así Fue». El concierto fue grabado y lanzado bajo el nombre Celebrando 25 Años de Juan Gabriel: En Concierto en el Palacio de Bellas Artes (1998). «Así Fue» fue lanzado como el sencillo principal del disco y alcanzó el puesto número tres en la lista Hot Latin Songs en Estados Unidos. La canción terminó 1998 como el sencillo latino con mejor desempeño del año en los Estados Unidos. Alcanzó el número 4 en el Billboard Latin Pop Songs y el número dos en el Regional Mexican Songs respectivamente.

## Otras versiones
En 1998, el cantante de merengue dominicano Toño Rosario hizo un cover de «Así Fue» en su álbum de estudio Exclusivo.  La versión de Rosario alcanzó el puesto 22 en Hot Latin Songs y el número ocho en las listas de Tropical Songs en los EE. UU. respectivamente y llevó a Juan Gabriel a recibir un premio ASCAP Latin en la categoría de merengue.  En el mismo año, el grupo de banda mexicana La Arrolladora Banda El Limón lo versionó en su álbum Antes de Partir, alcanzando su versión el número nueve en las listas gruperas de México.  En 2008, Sony Music México lanzó un álbum tributo a Juan Gabriel titulado Amo al Divo de Juárez: Tributo al Juan Gabriel que presenta a varios músicos de rock interpretando sus canciones.  La banda mexicana Playa Limbo fue uno de los artistas que figuran en el álbum donde versionaron «Así fue».  Su interpretación alcanzó el puesto 26 en Hot Latin Songs y el número 13 en las listas de Latin Pop Songs.   Recibió una nominación a Canción Pop del Año en la 22.ª edición de los Premios Lo Nuestro en 2010, mientras que Juan Gabriel obtuvo un Premio Latino ASCAP en el campo Pop/Balada por su versión en el mismo año.  
En 2011, la cantante estadounidense Jenni Rivera grabó dos versiones de «Así fue» para sus álbumes de estudio Joyas Prestadas: Pop y Joyas Prestadas: Banda. Los discos incluyen versiones de canciones que Rivera escuchaba cuando trabajaba como cajera en una tienda de discos.  Después de su muerte en 2012, su interpretación de la canción se difundió y alcanzó el puesto 33 en la lista Hot Latin Songs.  Fue una de las dos canciones que Rivera cantó en vivo junto a «Como Tu Mujer» durante la 19° ceremonia de los Premios Billboard Latinos.  También se incluyó una versión en vivo de «Así Fue» en su álbum 1969 – Siempre, En Vivo Desde Monterrey, Parte 1 (2013) que presenta la presentación de su concierto final. 
En 2022, la hinchada del Racing Club —un club de fútbol de Argentina— reversionó esta canción. Dicha versión fue interpretada por el cantante de cumbia El Pepo cuando el mencionado club jugó la final de la Copa Sudamericana 2024.